# Ramal G del Ferrocarril Belgrano
El Ramal G pertenece al Ferrocarril General Belgrano, Argentina.

## Ubicación
Sus vías corren por la Ciudad de Buenos Aires y por las provincias de Buenos Aires y Santa Fe.

## Historia
El ramal fue construido por la Compañía General de Ferrocarriles en la Provincia de Buenos Aires en la década de 1900, abriéndose a los servicios el 25 de enero de 1908. Con la nacionalización de 1950, pasó a formar parte del Ferrocarril General Belgrano.

## Características
Desde Buenos Aires hasta González Catán pertenece a los servicios metropolitanos de pasajeros de la Línea Belgrano Sur a cargo de la empresa estatal Trenes Argentinos Operaciones. A partir del 14 de noviembre de 2019, algunos servicios se extienden hasta la estación 20 de junio.

## Uso
Se encuentra desactivado en la mayor parte del trayecto a partir de Villars. Desde esta estación hasta Mercedes, las vías y terrenos se encuentran bajo la órbita de la empresa estatal Trenes Argentinos Infraestructura Ferroviaria. A fines de 2022 y después de tres décadas, los trenes de pasajeros volvieron a la localidad de Villars y posteriormente a Navarro.
Desde Villars hasta Rosario está bajo concesión de la empresa estatal Trenes Argentinos Cargas. No posee tráfico de pasajeros o cargas desde Villars hasta La Carolina (con excepción del tramo Tomás Jofré y Mercedes). Desde Villars hasta Los Angeles traza es custodiada por la Asociación Amigos del Belgrano. Está previsto que entre Tomas Jofré y Mercedes circule un tren turístico de pasajeros, el cual fue presentado en 2022.

### Actualidad
Durante 2021 el Estado Argentino efectuó la reactivación de una parte del trazado extendiéndolo nuevamente hasta la estación de Marcos Paz.
En marzo de 2021, se conocieron las ofertas para realizar las obras para la ansiada extensión de Estación Sáenz, la nueva estación elevada Buenos Aires y la cabecera Constitución.
En octubre de 2021, se finalizaron las obras en la estación Villars (que incluyeron iluminación, obras de mantenimiento y pintura en el edificio, entre otras) para dejarla habilitada a la brevedad para el servicio de pasajeros.
En enero de 2023, se anunció que Trenes Argentinos Operaciones pidió la cesión de la vía entre Villars y Salto. La misma fue otorgada el 5 de julio de 2023 mediante la Resolución del Ministerio de Transporte de la Nación N°405/2023, "...asignándole a ADIF el sector de la Red Ferroviaria Nacional comprendida entre las Estaciones VILLARS – SALTO, ambas de la Provincia de BUENOS AIRES, correspondiente a las Progresivas desde el Km. 59+586.80 hasta el Km. 208+154.45, del Ramal “G” de la Línea GENERAL BELGRANO, incluidas las estaciones y demás instalaciones ferroviarias concesionadas. "